# Camilohelleria
Camilohelleria is een geslacht van kreeftachtigen uit de klasse van de Malacostraca (hogere kreeftachtigen).

## Soort
- Camilohelleria manteri (Garth, 1986)